# Svartåstjärnen, Jämtland
Svartåstjärnen är en sjö i Bergs kommun i Jämtland och ingår CRT 
i Ljungans huvudavrinningsområde. Sjön har en area på 0,384 kvadratkilometer och ligger 454,1 meter över havet.

## Delavrinningsområde
Svartåstjärnen ingår i det delavrinningsområde (693318-141682) som SMHI kallar för Mynnar i Lännässjön. Medelhöjden är 544 meter över havet och ytan är 14,04 kvadratkilometer. Det finns inga avrinningsområden uppströms utan avrinningsområdet är högsta punkten. Vattendraget som avvattnar avrinningsområdet har biflödesordning 2, vilket innebär att vattnet flödar genom totalt 2 vattendrag innan det når havet efter 254 kilometer. Avrinningsområdet består mestadels av skog (76 procent). Avrinningsområdet har 0,39 kvadratkilometer vattenytor vilket ger det en sjöprocent på 2,8 procent. Bebyggelsen i området täcker en yta av 0,32 kvadratkilometer eller 2 procent av avrinningsområdet.